# Berkenoogspanner
De berkenoogspanner (Cyclophora albipunctata) is een nachtvlinder uit de familie van de spanners. De vlinder heeft een spanwijdte tussen de 20 en 25 millimeter.
Waardplant van de berkenoogspanner is de berk. De vliegtijd is april en mei voor de eerste generatie en juli en augustus voor de tweede. In Nederland en België is het een algemene vlinder, de habitat is vooral bosgebied en heide op zandgrond. De soort overwintert als pop.